# Anna (Plantae)
Anna, biljni rod polugrmova iz porodice gesnerijevki rasprostranjen po južnoj Kini i Vijetnamu.
Pripada mu četiri priznate vrste.

## Etimologija
Ime Anna je hebrejskog podrijetla, što znači graciozna, dražesna, šarmantna, a bilo je ime majke Djevice Marije. To je uobičajeno njemačko žensko ime (engl. Ann, franc. Anne). Nije poznato je li se Pellegrin htio referirati na šarmantan izgled biljke ili cvijeća ili je želio odati počast ženi po imenu Anna.

## Opis
Grmovi, epipetrični ili kopneni, rizomatozni. Stabljike su razgranate, grančice ponekad ukošene. Listova malo, uz stabljiku, nasuprotno; lisna plojka puberulentna do glabrescentna, baza usko klinasta do zaobljena. Cvatovi labavi do gusti, aksilarni, 2-8 cvjetnih cimija; brakteje 2, listopadne, nasuprotne. Čaška aktinomorfna, 5-dijelna od baze; segmenti jednaki. Vjenčić bijel do žućkast, zigomorfan, iznutra s 2 lučna izbočenja abaksialno.
Prašnici 4, prirasli uz cjevčicu vjenčića blizu sredine; prašnice ili antere bazifiksirani, koherentni u parovima, teke malo divergentne, konfluiraju na vrhu, uzdužno se odvajaju; staminoda 1, prirasla uz adaksijalnu stranu cjevčice vjenčića. Disk prstenast. Ovarij linearan, 1-lokuliran; placente 2, parijetalne, strše prema unutra. Stigma 1, terminalna, nepodijeljena. Čahura ravna u odnosu na peteljku, linearna, mnogo duža od čaške, lokulicidno se odvaja do baze; zalisci 2, ravni, neuvijeni. Sjemenke s 1 subulastim dodatkom na svakom kraju.

## Vrste
1. Anna mollifolia (W. T. Wang) W. T. Wang & K. Y. Pan
2. Anna ophiorrhizoides (Hemsl.) B. L. Burtt & R. A. Davidson
3. Anna rubidiflora S. Z. He, F. Wen & Y. G. Wei
4. Anna submontana Pellegr.